# Mis dos voces
Mis dos voces (englischer Festivaltitel My Two Voices) ist ein kanadischer Dokumentarfilm unter der Regie von Lina Rodriguez aus dem Jahr 2022. Der Film feierte am 13. Februar 2022 auf der Berlinale Weltpremiere in der Sektion Forum.

## Inhalt
Auf behutsame Weise dokumentiert die Regisseurin die Erfahrungen, die die drei Frauen Marinela, Ana und Claudia aus Kolumbien und Mexiko nach der Einwanderung nach Kanada machen. Dabei geht es um Fragen wie Gewalt, Zugehörigkeit, Mutterschaft und Versöhnung. Der Film zeigt auf poetische Weise den Wandel, dem Identität unterliegt.

## Hintergrund
Regie führte Lina Rodriguez, von der auch das Drehbuch stammt. Die Kameraführung lag in den Händen von Alejandro Coronado, für den Schnitt waren Brad Deane und Lina Rodriguez verantwortlich. Produziert wurde der Film von Rayon Verde, gedreht in Kanada.
In wichtigen Rollen sind Ana Garay Kostic (Ana), Claudia Montoya (Claudia) und Marinela Piedrahita (Marinela) zu sehen.
Der Film feierte am 13. Februar 2022 auf der Berlinale Weltpremiere in der Sektion Forum.

## Auszeichnungen und Nominierungen
- 2022: Berlinale Dokumentarfilmpreis (nominiert)[3]